# Xizangia (planta)
Xizangia es un género  de plantas fanerógamas perteneciente a la familia Orobanchaceae, antes incluido en Scrophulariaceae.   Comprende 4 especies descritas y de estas, solo 2  aceptadas.

## Taxonomía
El género fue descrito por De Yuan Hong y publicado en Acta Phytotaxonomica Sinica 24(2): 139–141. 1986.    La especie tipo es: Xizangia serrata  D.Y. Hong

## Especies aceptadas
A continuación se brinda un listado de las especies del género Xizangia (planta)  aceptadas hasta mayo de 2014, ordenadas alfabéticamente. Para cada una se indica el nombre binomial seguido del autor, abreviado según las convenciones y usos: 
- Xizangia bartschioides (Hand.-Mazz.) D.Y. Hong
- Xizangia serrata  D.Y. Hong